# Emmanuel de Pliarne
Emmanuel de Pliarne, mort en 1776, est un négociant français, l'un des premiers Français à avoir participé à la guerre d'indépendance des États-Unis. 
Il est établi à Nantes comme négociant. Dès 1775, on trouve dans les Archives américaines que deux "officiers" français, Pierre Penet et de Pliarne, furent recommandés par le gouverneur Nicholas Cooke (de Providence) au général Washington, pour qu'il entendît les propositions qu'ils avaient à faire en faveur de la cause de l'indépendance. Toutefois, ni Pierre Penet, ni Emmauel de Pliarne n'étaient officiers ; et de Pliarne n'est rencontré nulle part ailleurs que dans cette aventure américaine. Était-ce un pseudonyme, chose courante à l'époque où le secret l'emportait sur toute autre considération?
Ces deux hommes arrivaient de France via le Cap Français (Saint-Domingue) et furent reçus en décembre par le Congrès des États-Unis, qui accepta leurs offres relativement à des fournitures de poudre, d'armes et d'autres munitions de guerre. 
Prétendant faussement être des agents secrets français pour le gouvernement, ils étaient en pourparlers avec le Comité secret, dont Benjamin Franklin était un membre, et offrirent de fournir de la poudre et des armes aux Américains (1776). 
La convention secrète qui fut alors conclue reçut son exécution, du moins en partie : dans une lettre adressée de Paris, le 10 juin 1776, par le docteur Jacques Barbeu-Dubourg, à Benjamin Franklin, celui-ci dit qu'il a reçu de ses nouvelles par M. Penet, arrivé de Philadelphie, et qu'un envoi de 15 000 fusils des manufactures royales qui lui ont été livrés sous le nom de La Tuilerie, fabricant d'armes, va partir de Nantes avec ce même Penet.
Il meurt « accidentellement » en se noyant dans le fleuve Potomac en 1776. Certains disent qu'on l'a noyé, et qu'il s'agit d'un crime[réf. souhaitée].